# 중형차

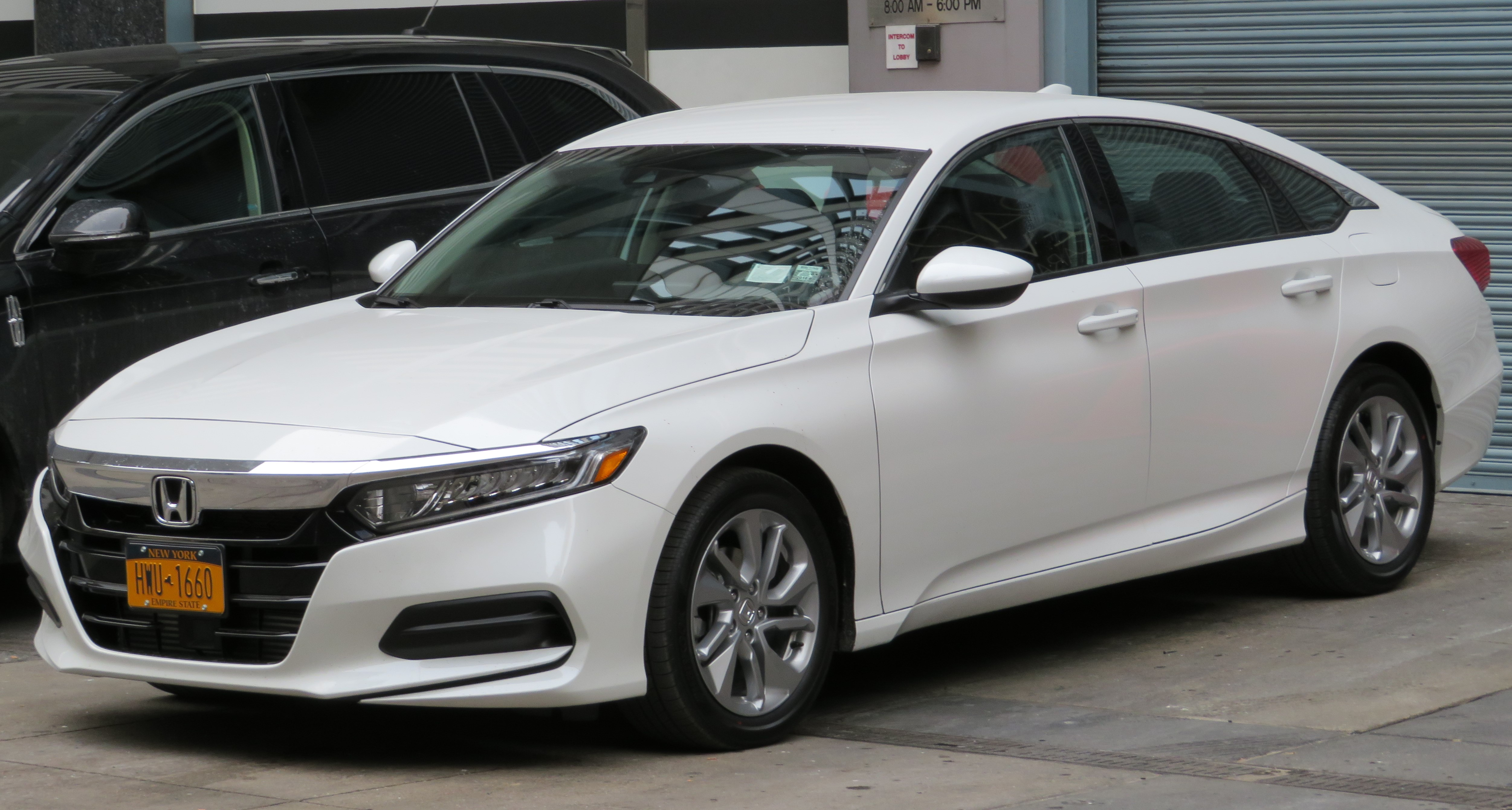
중형 혼다 어코드

중형차(mid-size car, intermediate)는 미국에서 유래된 차격으로, 소형차보다 크고 대형차보다 작은 차량을 지칭한다. "대형 패밀리카"(large family car)는 영국에서 사용하는 용어이며 유럽 자동차 분류의 D 세그먼트에 속한다. 중형차는 세단, 쿠페, 스테이션 왜건, 해치백, 컨버터블 등 다양한 차체 스타일로 제조된다. 소형 고급차도 중형차 범주에 속할 수 있다.

## 현재의 정의

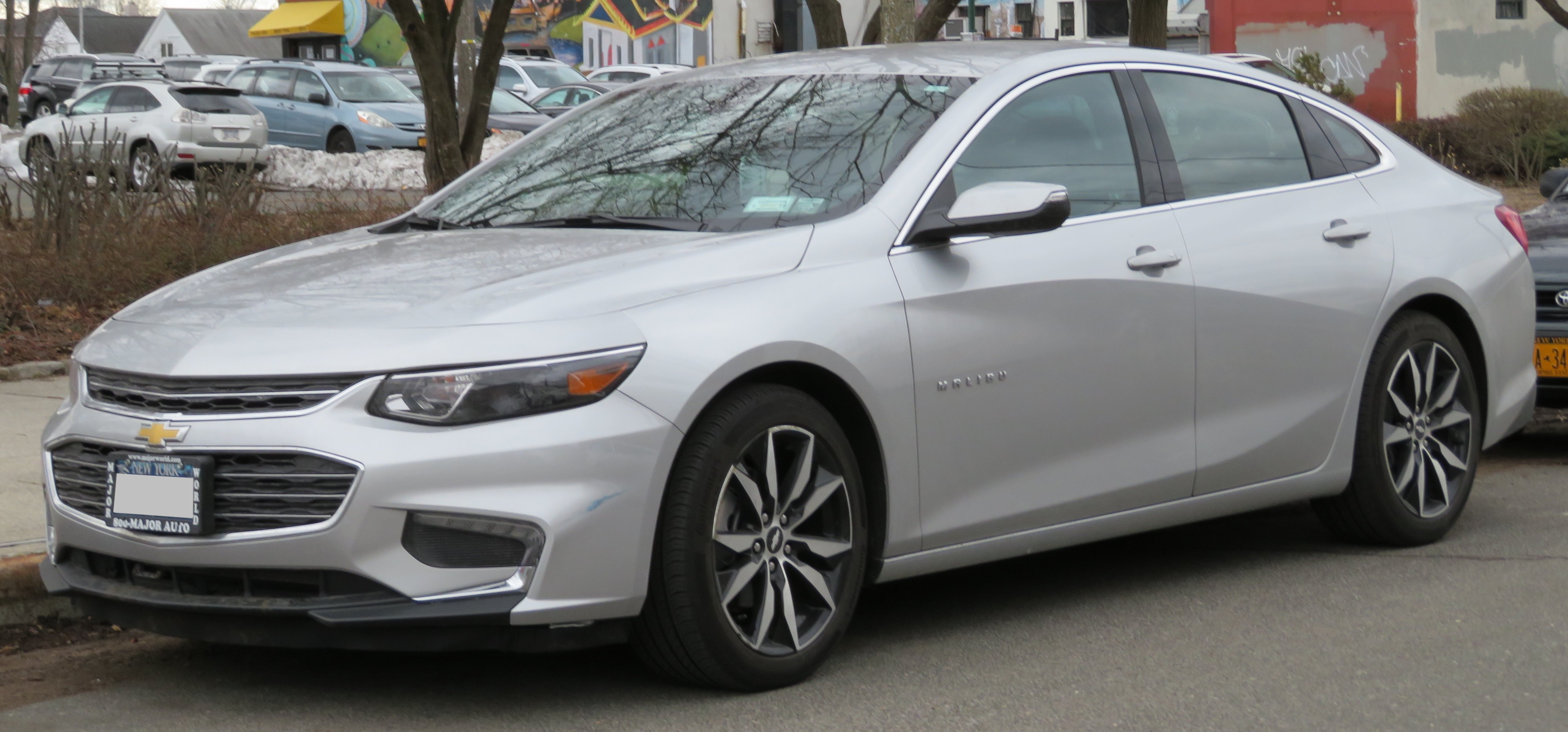
쉐보레 말리부

미국 환경보호청(EPA)의 1977년 및 이후 모델 연도 연비 규정(1996년 7월)에는 자동차 등급에 대한 정의가 포함되어 있다. 승객과 화물의 합산 용량을 기준으로 중형차는 내부 용적 지수가 110~119cu ft(3.1~3.4m³)인 것으로 정의된다.

## 같이 보기
- 자동차 분류
- 차격